# Кумлука
Кумлука (от турски: kumluk „пясък“) е коса между Бургаското езеро и Черно море на територията на град Бургас.
Трайно е разпространена и погрешната форма на името Комлука. Косата се намира между днешния отток на Бургаското езеро при квартал Акациите (непосредствено до стадион „Черноморец“ и гребна база „Черноморец“) на север, до оттока на Мандренското езеро при Пода на юг. Тя представлява тясна ивица (кумлук), дълга повече от 3 km и широка около 1 km. На нея са разположени бургаският квартал Победа и Индустриална зона „Юг“.
В този район през античността се е намирало тракийско селище, известно в науката като „Сладки кладенци“. Селището е разполагало с пристанище, водопровод и е емпорион (пазарище) на Аполония Понтийска. Поради активното строителство в по-късни епохи не са запазени останките от античното селище. Въпреки това наличието на пристанище, пазарно средище и археологическите находки там дават основание на историка Иван Карайотов да локализира Пристанището на тракийските царе на това място в Бургас. По римско време през Кумлука е преминавал римският крайбрежен черноморски път Виа Понтика.
В близкото минало Кумлука е била използвана за плаж и за пристан, а след освобождението на Бургас се настаняват множество фабрики. През 1925 година до индустриалния квартал е регулирано и утвърдено заселище Пясъците (Кумлука). През 1926 година е утвърден регулационният план на бургаския квартал Акациите. На пясъчната коса се намира и местността „Сладките кладенци“, от където Бургас се е снабдявал векове наред с питейна вода.
Пътят, по който водоносците с мулета и на ръка са носели питейна вода, се е наричал „Сака йолу“ (в превод от турски: пътят на саките) и е преминавал по цялото протежение на Кумлука по днешните бургаски улици „Индустриална“ и „Фердинандова“.